# 미하라산

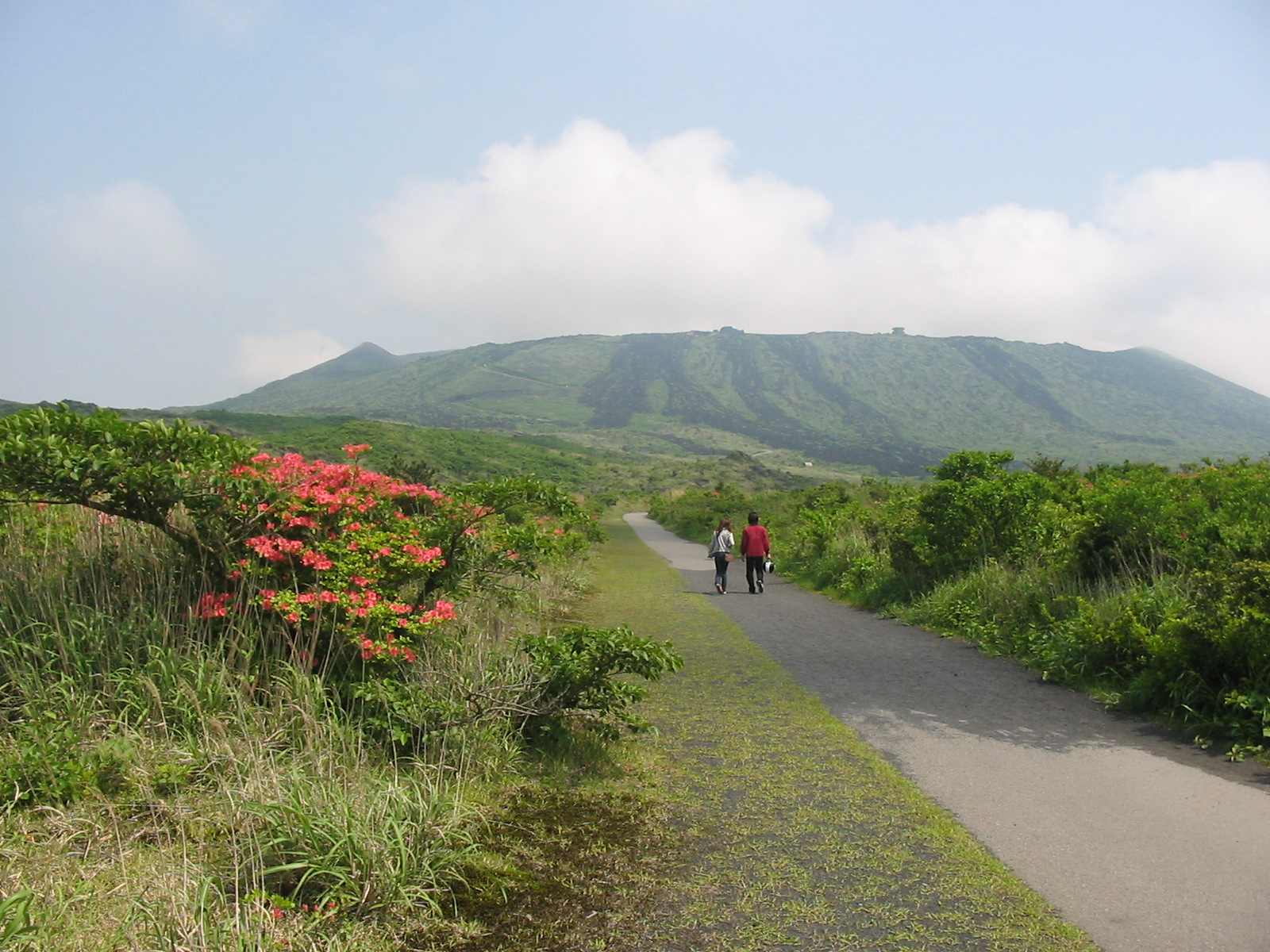
미하라산

미하라산(三原山, みはらやま)은 일본의 이즈 제도 이즈오섬에 솟아있는 화산으로, 성층 화산이다. 한국어로는 삼원산으로 불린다.
이 화산은 화구가 매우 크며, 높이는 764m이다. 1986년 마지막 분화를 한 이후로 분화활동은 멎었지만, 여전히 활동하는 활발한 활화산이다.

## 자살
1928년, 최초로 분화구에 몸을 던져 투신자살한 사람이 처음 생겨났다. 그 후 제 2차 세계대전 때까지 투신자살자는 끊이지 않았고, 1933년 2월부터 9월까지는 무려 129명의 투신자살자를 기록하여 자살섬의 화산으로도 불리는 악명 높은 화산이었다. 하지만 제2차 세계대전 때 자살자가 사라지면서 현재는 자살이 없고 이곳은 현재 국립공원으로 지정되어 관광객들이 많이 찾아온다.